# Casa Jaume Moysi
La Casa Jaume Moysi és un edifici situat a la Rambla de Catalunya, 23 de Barcelona, catalogat com com a bé cultural d'interès local.

## Història
Fou projectat el 1892 per l'arquitecte Manuel Comas i Thos i construït entre els anys 1893 i 1895 per encàrrec de l'indià menorquí Jaume Moysi i Femenias (1842-1902). El 1896 s'hi afegiren uns magatzems a la part posterior de la parcel·la, i el 1902 s'hi instal·là un ascensor de caoba cubana construït per Cardellach.
En l'actualitat, l'edifici i el Club Coliseum, ubicat als baixos i soterrani, pertanyen al Grup Balañà.

## Descripció
Consta de soterrani, planta baixa, principal (destinat als promotors), dos pisos, àtic i terrat. L'accés principal dona pas a dos vestíbuls lligats per mitjà de graons a un celobert central rectangular d'angles arrodonits i cobert per una claraboia. Des d'aquí sorgeix una escala que, salvant el desnivell d'un semisoterrani aparent només a la part posterior de l'edifici, dona pas a la caixa de l'escala de veïns, en el forat de la qual s'hi troba l'ascensor.
La façana de la casa, d'estil eclèctic, estructura les seves obertures en eixos verticals i horitzontals de ritme regular. La planta baixa s'obre al carrer per mitjà de grans portals de pedra allindanats i emmarcats per pilars amb un tractament volumètric molt aparatós a base faixes, pilastres i permòdols en forma de columnelles de regust medievalitzant. Els grans pilars de planta baixa serveixen de basament del balcó corregut que enfaixa tota la façana. Aquest balcó destaca pel seu treball en fosa, amb barrots en forma de balustre. A partir del pis principal l'edifici estructura la façana en un cos central format per tres eixos verticals d'obertures flanquejat per dos cossos laterals d'un sol eix vertical d'obertures. Totes les obertures de dita façana consisteixen en balcons allindanats i flanquejats per pilastres. L'element més fignificatiu de la façana, però, és la tribuna del pis principal, una estructura de forja i vidre amb els angles arrodonits i un gran arc central cobert amb una teuladeta semicilíndrica d'escates de ceràmica vidrada. Unes llargues pilastres decorades a base de puntes de diamant abracen cadascun d'aquests pisos i, al mateix temps, serveixen de basalment visual al gran balcó corregut de l'àtic, que presenta les mateixes característiques formals que el balcó del principal, afegint un joc d'entrants i sortints. L'àtic és rematat per una singular cornisa pètria a base de permòdols esculpits i que malauradament ha perdut la cresteria i els gerros que retallaven la seva silueta superior.
Els vestíbuls i el celobert central conformen l'espai que centralitza les estances dels diversos pisos que conformen l'immoble. A través de la porta principal s'accedeix a dos vestíbuls alineats de característiques formals idèntiques: terres de marbre blanc, negre i vermell, paraments revestits imitant carreus petris al trencajunt i, sobretot, forjats de fusta sostinguts per uns grans permòdols de fusta tallada en forma de dracs sobremuntats de grans volutes. Aquests vestíbuls menen al celobert, un espai de planta rectangular amb els angles arrodonits i revestit amb esgrafiats. En aquest espai s'hi localitzen les diferents obertures dels immobles, consistents en grans finestres allindanades amb mainells de fosa i tancades amb vidres esmerilats. En el celobert hi destaca, però, el primer tram de l'escala, a base de graons de marbre blanc i una barana esglaonada de ferro forjat i passamans de fusta. Aquesta escala salva el desnivell excavat per a donar il·luminació al semisoterrani com si es tractés d'un pont llevadís i, al mateix temps, dona accés a la caixa de l'escala de veïns. Dins la caixa d'escala es conserva l'ascensor de fusta original, datat el 1902.